# دانيال بيريز فالديز
دانيال بيريز فالديز هو سياسي مكسيكي، ولد في 11 يوليو 1963 في ولاية فيراكروز في المكسيك. نشط حزبياً في الحزب الثوري المؤسساتي. وقد انتخب عضو مجلس النواب المكسيك ‏.